# Lepthyphantes leprosus
Lepthyphantes leprosus là một loài nhện trong họ Linyphiidae. Loài này được phát hiện ở Chile.